# Herb gminy Jarczów

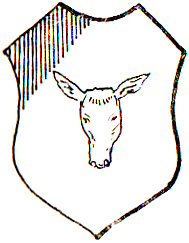
Dawny herb miasta Jarczów

Herb gminy Jarczów – jeden z symboli gminy Jarczów, ustanowiony 30 kwietnia 2021.

## Wygląd i symbolika
Herb przedstawia na tarczy koloru czerwonego fasadę złotego kościoła zwieńczoną srebrnym krzyżem i otoczoną dwoma drzewami (lipą i bukiem) o pniach złotych i srebrnych liściach. Fasada kościoła nawiązuje do historii gminy (stara świątynia w Jarczowie), natomiast drzewa do naturalnego krajobrazu gminy i jej walorów przyrodniczych (w tym rezerwatu przyrody Las Lipowy w Uroczysku Bukowiec oraz alei lipowej w Chodywańcach).